# Kvartana
Kvartana je možnarju podobno težko artilerijsko orožje. V uporabi je bilo v 15. in 16. stoletju in je predhodnik topov. Izstrelki so bili težki 20 do 40 kg.